# GCA Games Convention Asia
Die GCA Games Convention Asia ist eine bedeutende Messe für Computer und Videospiele im Asien-Pazifik-Raum. Sie besteht aus einer öffentlichen Ausstellung und einer Konferenz, der Games Convention Asia Conference (GCAC). Auf der GCAC knüpfen  internationale Vertreter aus der Computer und Videospiele-Branche neue Kontakte und pflegen ihre Geschäftsbeziehungen untereinander, während sie parallel dazu ihre Produktneuheiten dem Publikum vorstellen. Die Convention ermöglicht ausländischen Unternehmen Zugang in den asiatischen Markt der Interaktiven Unterhaltung zu finden.
Das GCA-Konzept, bestehend aus den vier Säulen Ausstellung, Business-Center, Matchmaking Bereich und Games Convention Asia Conference, spricht  Fachbesucher und Publikum gleichermaßen an. Die GC Asia Conference ist das einzige derartige Zusammenkommen von Spieleentwicklern im Asien-Pazifik Raum. Experten aus der Industrie tauschen dort in Diskussionsrunden ihr Fachwissen aus und berichten in verschiedenen Foren und Vorträgen über ihre Erfahrungen auf dem digitalen Markt. Außerdem werden Geschäftsbeziehungen ausgebaut und vertieft.
Die viertägige Messe findet traditionell Mitte September in den Hallen des Suntec Singapore International Convention and Exhibition Centre in Singapur (17. – 20. September 2009) statt.  Veranstalter ist die LMI Asia Pte Ltd., eine Tochtergesellschaft der Leipziger Messe International.

## GCA Games Convention Asia
Die GCA Games Convention Asia besteht aus einer öffentlichen Ausstellung und der GC Asia Conference. Außerdem findet ein Studententag statt.

### Öffentliche Ausstellung
Die GCA dient gleichermaßen als Fach- wie auch als Publikumsmesse. Während das Business-Center den Industrievertretern, Ausstellern und der Presse vorbehalten ist, füllen Spieler aus allen Altersklassen den öffentlichen Ausstellungsbereich. Internationale und lokale Aussteller zeigen nicht nur die neusten Spiele, sondern auch begonnene Projekte und künftige Neuerscheinungen. Während zum Debüt der GCA bereits 70.000 Besucher kamen, stieg die Zahl 2008 auf 92.000. Am letzten Tag findet der „GCA Family Day“, u. a. mit Veranstaltungen zum Thema Medienerziehung, statt.
Ein Cosplay-Wettbewerb findet ebenfalls auf der Ausstellung statt. Im Jahr 2008 flog der Gewinner des Wettbewerbs zur BlizzCon 2008 nach Kaliforniern. Der Cosplay-Sieger auf der GCA 2009 qualifizierte sich für die Asia-Pacific Cosplay Competition auf der G03 Convention im australischen Perth und gewann die Reise dorthin.

### Studententag
Um der großen Nachfrage nach neuen Talenten gerecht zu werden, wird die GC Asia Conference durch ein speziell auf Studenten ausgerichtetes Programm ergänzt. Hier werden die verschiedenen Karrierechancen in der Computerspiele-Industrie vorgestellt und Jobangebote ausgeschrieben. Die Studenten können dort nicht nur ihre Ikonen treffen, sondern auch von ihnen lernen und Näheres über die Einstiegsmöglichkeiten in die Computer- und Videospiele-Industrie erfahren.

### Games Convention Asia Conference (GCAC)
An den ersten zwei Tagen der Messe findet die GCAC für Entwickler statt. Hochrangige Sprecher und Sponsoren nehmen an dieser Konferenz teil. 2008 kamen 75 Redner, viele zum ersten Mal, darunter Keynote Sprecher wie Michael De Plater von Ubisoft, Joonmo Kwon von Nexon, Peter Molyneux von Lionhead Studios und Cevat Yerli von Crytek.
Das zweitägige Zusammentreffen widmet sich allen Aspekten der Wertschöpfungskette – vom Computerspiel-Konzept bis hin zu Vermarktung und Verkauf. Die Konferenz hat drei thematische Hauptblöcke: Art/Design, Business sowie Development & Production. Aktuelle Themen, wie z. B. Micro-Transaction, Outsourcing, Pitching, Cross-Platform Development und Online und Mobile Games werden besprochen.
Ein weiterer Teil der GC Asia Conference ist das GCA Business Centre, dort präsentieren die Teilnehmer ihre Unternehmen und Produkte. Aussteller, Service Provider, Entwickler und Journalisten sprechen hier über Trends in der Branche und knüpfen Kontakte. Mit dem Business Matchmaking Tool können Unternehmen eigene Profile anlegen. Diese sind für die anderen Teilnehmer sichtbar und sollen dabei helfen neue Kooperationen zu gründen oder bereits bestehende Geschäfte abzuschließen.
Treffen finden während der Veranstaltung in einem speziell dafür eingerichteten Business Bereich in informeller Umgebung statt.

## Hintergrund
Die GCA Games Convention Asia findet seit 2007 jährlich in Singapur als Messe für interaktive Unterhaltung, Infotainment, Edutainment, Hardware sowie neueste Server-Technologien statt. Sie fungiert als Branchentreff für Developer, Hersteller und Dienstleister sowie für Handel und Publisher der Computer- und Videospiele-Industrie in Singapur und dem Asien-Pazifik Raum. Die Ausstellung präsentiert nicht nur Spieleneuheiten und Hardware, sondern wird durch verschiedene Veranstaltungen (z. B. zum Thema Medienerziehung) und Bühnenshows (z. B. Cosplay – Singapore Finals 2009) ergänzt.
Das Motto der GCA Games Convention Asia ist „Inspire Yourself“.
Im  Jahr 2008 zog die GCA auf einer Fläche von 7.500 m² 92.000 Besucher und 118 Aussteller an. An der Konferenz nahmen 630 Branchenvertreter und 75 Sprecher teil.